# 734
Évszázadok: 7. század – 8. század – 9. század
Évtizedek: 680-as évek – 690-es évek – 700-as évek – 710-es évek – 720-as évek – 730-as évek – 740-es évek – 750-es évek – 760-as évek – 770-es évek – 780-as évek
Évek: 729 – 730 – 731 – 732 –  733 – 734 – 735 – 736 – 737 – 738 – 739

## Események

### Európa
- A frízek ismét fellázadnak a frank uralom ellen, ezúttal fejedelmük, Poppo is az élükre áll. Martell Károly majordomus ellenük vonul és a Boarn folyó torkolatánál szétveri őket. A csatában elesik Poppo is. Károly meghódoltatja a frízeket és leromboltatja pogány szentélyeiket.
- Abd al-Malik ibn Katn al-Fihrí al-andaluszi kormányzó betör Galliába és megszállja Avignont, Arles-t (és talán Marseille-t is), mert ezek ura, Maurontus herceg fellázad Martell Károly ellen és harc nélkül átadja a városokat.

### Ázsia
- Hisám kalifa fia, Muávija újabb portyát vezet Kis-Ázsia bizánci területeire, de jelentősebb várost nem foglal el.
- Bilge türk kagánt egyik bizalmasa megmérgezi; ám a kagán még él annyi ideig hogy a gyilkost és családját kivégeztesse. Utódja fia, Jollig.
- Kínában földrengés rombolja le Csincsou városát, 40 ezer áldozatot követelve.

## Halálozások
- Bilge kagán, a Második Türk Kaganátus uralkodója
- Poppo, fríz fejedelem
- Tatwine, canterburyi érsek

## Fordítás
- Ez a szócikk részben vagy egészben  a(z)   734 című angol Wikipédia-szócikk ezen változatának fordításán alapul.  Az eredeti cikk szerkesztőit annak laptörténete sorolja fel. Ez a jelzés csupán a megfogalmazás eredetét és a szerzői jogokat jelzi, nem szolgál a cikkben szereplő információk forrásmegjelöléseként.